# Lasioglossum titusi
Lasioglossum titusi är en biart som först beskrevs av Crawford 1902.  Lasioglossum titusi ingår i släktet smalbin, och familjen vägbin. Inga underarter finns listade i Catalogue of Life.